# هناء حمزة
هناء حمزة، إعلامية وصحفية وكاتبة لبنانية، ولدت في طرابلس - لبنان في العام 1972.
مارست العمل التطوعي في عدد من الجمعيات الاهلية التي تهتم باللاعنف وحقوق الانسان وقضايا الاطفال والمعوقيين لاكثر من عشر سنوات وبرزت كناشطة اجتماعية في طرابلس اثناء دراستها الاعلام في جامعة الجنان، تخرجت من قسم الإتصال والإعلام لتبدأ حياتها المهنية في مركز الخدمات الاعلامية في طرابلس بكتابة ومتابعة ونشر القضايا الاجتماعية إلى الراي العام. ثم انتقلت إلى بيروت كمحررة في مجلة حياة الناس لتنضم بعدها إلى فريق تاسيس جريدة المستقبل عام 1999 حيث ركزت في عملها في الصحيفة على القضايا الإنسانية والاجتماعية.
في العام 2003 انتقلت حمزة إلى دبي لتنضم إلى فريق عمل قناة سي إن بي سي عربية كمنتجة وتشغل حاليا منصب رئيس تحرير القناة. وتكتب زاوية «خربشات» في عدد من المجلات الاجتماعية في العالم العربي وبعض المواقع الالكترونية.. لها عامود اسبوعي في الصفحة الاخيرة من جريدة البيان اللبنانية تطرح فيه قضايا انسانية مختلفة، ومهتمة بقضايا المراة والأمومة والمجتمع ومحاربة العنف
صدر لها في العام 2014 كتاب خربشات في زمن أسود . ، ومنحت جائزة سفيرة «قل لا للعنف» في العام 2014 أيضا.